# Heinrich von Friedberg
Heinrich von Friedberg, född 1813 i Märkisch Friedland (nuvarande Mirosławiec i Polen), död 1895 i Berlin, var en tysk jurist, farbror till Emil Albert Friedberg.
Friedberg blev 1873 understatssekreterare och 1876 statssekreterare i justitieministeriet samt var 1879-89 preussisk justitieminister. Sin förnämsta förtjänst inlade han såsom skapare av Nordtyska förbundets strafflag, vilken, sedan uppställningen av första planen 1868 blivit honom anförtrodd, huvudsakligen genom hans energi fullbordades inom otroligt kort tid (1870). Likaledes tog han en framstående andel i överläggningarna om en militär strafflag för Tyska riket och författade Entwurf einer deutschen Strafprocessordnung (1873). Friedberg
adlades 1888 av kejsar Fredrik III.